# 東南博爾頓 (英國國會選區)
東南博爾頓（英語：Bolton South East），英國國會一自治市選區，位於英格蘭大曼徹斯特郡博爾頓都市自治市東南部。創設於1983年。
該區一直支持工黨的候選人。2010年大選中工黨的雅絲敏·古瑞希以47.4%選票勝出，是英國第一批女性穆斯林國會議員之一。